# Linia okólna
Linia okólna – linia komunikacji miejskiej mająca wspólny początek i koniec.

## Polska
We Wrocławiu istniała tramwajowa linia okólna 0 (zero), a dokładniej 0L i 0P. Została zawieszona w 2021 ze względu na odbywające się remonty, lecz przez jej nierentowność nie została już wznowiona. Jeżeli linia nie mogła kursować jako okrężna, była zastępowana przez linię 70.
Przed wojną istniała w Warszawie okólna linia tramwajowa O (litera ‘o’). Niemcy oznaczali ją czerwonym kołem, a po podzieleniu na dwie, drugą oznaczono kołem przekreślonym pionowo. Po wojnie linię oznaczano cyfrą 0, zlikwidowano ją w grudniu 1945.
W Poznaniu linia okólna 0 (zero) kursowała w latach 1988–1992. Linia turystyczna 0 jest linia okólną, od 2015 zaczyna i kończy na placu Wielkopolskim.
W Szczecinie linia turystyczna 0 (zero) była kiedyś okólna, obecnie ma część okólną.

## Wielka Brytania
W Londynie istnieje Circle Line metra. Pociągi jeździły nią w obie strony do 13 grudnia 2009.

## Austria
W Wiedniu kursuje po Ringu turystyczna linia ‘Vienna Ring Tram’.

## Chiny

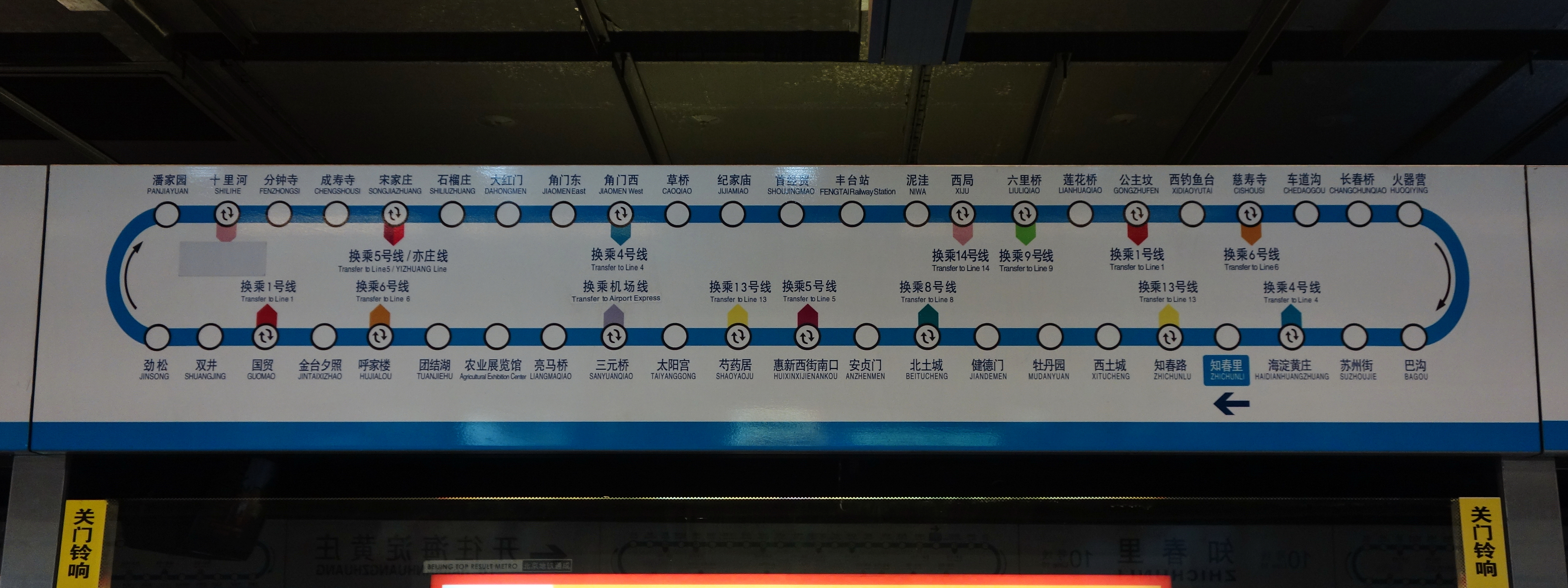
Mapa linii 10 metra w Pekinie

Pekin ma dwie linie okólne metra – wewnętrzną 2 i zewnętrzną 10.

## Singapur
- Circle Line (MRT)